# کوکی مازاوا
کوکی مازاوا (انگلیسی: Koki Maezawa؛ زادهٔ ۲۱ مارس ۱۹۹۳) بازیکن فوتبال اهل ژاپن است.